# Syncephalis furcata
Syncephalis furcata är en svampart som beskrevs av Tiegh. 1878. Syncephalis furcata ingår i släktet Syncephalis och familjen Piptocephalidaceae.   Inga underarter finns listade i Catalogue of Life.